# Нвакаэме, Энтони
Энтони Нвакаэме (англ. Anthony Nwakaeme; 21 марта 1989 года, Лагос) — нигерийский футболист, нападающий клуба «Трабзонспор».

## Ранняя биография
Энтони Нвакаэме начинал свою профессиональную карьеру в 2010 году, выступая за румынский клуб «Арьешул» во Втором дивизионе на правах аренды, являясь футболистом другого румынского клуба «Университатя» из Клуж-Напоки.
В январе 2011 года он вернулся в «Университатю», за которую в сезоне 2011/2012 провёл 28 матчей и забил 7 голов в румынской Лиге 1. Первую половину сезона 2012/2013 нигериец провёл за «Петролул», сыграв всего три матча в лиге. В феврале 2013 года он вновь вернулся в «Университатю».
13 августа 2013 года Нвакаэме подписал контракт с израильским клубом «Хапоэль Раанана», а 24 июня 2015 года — с другой израильской командой «Хапоэль Беэр-Шева». Нигериец был признан лучшим игроком чемпионата Израиля в 2017 году. Он входил в число ведущих игроков команды, которая три раза подряд (с 2016 по 2018 год) становилась чемпионом страны.
В августе 2018 года Энтони Нвакаэме перешёл в турецкий клуб «Трабзонспор».

## Карьера в сборной
10 ноября 2017 года Энтони Нвакаэме дебютировал за сборную Нигерии, сыграв в мачте с Алжиром, завершившимся вничью со счётом 1:1. В апреле 2019 года нападающий заявил о том, что достоин того, чтобы представлять страну на международном уровне.